# Rhyacophila pubescens
Rhyacophila pubescens är en nattsländeart som beskrevs av Francois Jules Pictet de la Rive 1834. Rhyacophila pubescens ingår i släktet Rhyacophila och familjen rovnattsländor. Inga underarter finns listade i Catalogue of Life.